# Rádiószínház
A Rádiószínház olyan műsor vagy műhely, mely feladata irodalmi jellegű, elsősorban a drámával rokon művek létrehozása és önálló funkciójú darabokként, a rádió legigényesebbnek szánt műsoraiként való megjelentetése. Műfaja a rádiójáték (amit hangjátéknak, rádiódrámának vagy rádiószínháznak is neveznek).

## Története
Az 1890-es évek végén óriási technikai újdonságnak számítottak a színházi, operaházi közvetítések. Eleinte a Telefonhírmondó este héttől a hallgatók rendszeresen követhette az operaház vagy a Népszínház előadásait. Az első rádiójáték, ami megteremtette az önálló műfajt, az 1924-ben előadott Richard Hughes A Comedy of Danger című (bányakatasztrófában lámpa nélkül maradt munkásokról szóló) darabja. A brit, amerikai és német rádiócsatornák után 1927-ben került adásba Magyarországon is az új műfaj első alkotása, mely már eleve beépítette a hangtechnika adta lehetőségeket, dramaturgiát: Somogyváry Gyula Hazatérés című dramolettje. A harmincas években Németh Antal és Ottlik Géza foglalkozott a rádióadások és az irodalom kapcsolatával, míg aztán 1951-ben hivatalosan is létrejött a Rádiószínház.

## Magyarország
Magyarországon a Magyar Rádió egyik műsora, illetve annak műhelye, szerkesztősége mely 1951 és 2011 között működött (1976-ig Dramaturgia).

### A műhely
Az Irodalmi főosztályon belül működő Dramaturgia vezetője 1946-tól 1956-ig (augusztus 1-jén a televízió főszerkesztője lett) Cserés Miklós volt. 1947-től megszaporodtak a sorozatok, mint a korabeli sajátos igényeket kielégítő Dolgozók Rádiószínháza, a Falu Rádiószínháza, de az intellektuálisabb darabok is helyet kaptak a Magyar Thalia, a Világszínház, a Szombatéji Rádiószínház vagy a Szomszédság nevében adásaiban. Cserés 1948-ban létrehozta előbb 12, majd 64 taggal a Rádió állandó színtársulatát, azonban hamar felismerte, hogy ez nem ad kellő szabadságot, hogy a hangjátékokat az azokhoz legjobban megfelelő színészek adják elő, ezért 1951–52-ben már kizárólag azokat szerződtette, akik az addigi gyakorlatban sikeres alakítást nyújtottak. Intézkedése nyomán a rendezők kedvük szerint oszthatták ki a szerepeket bármely színház művészei közül vagy a belső színtársulat tagjaiból, azonban ez utóbbi színészi státuszok 1957-ben végleg megszűntek. 1952-től a Rádióban lezajlott hatalmas technikai forradalom, a magnószalag rohamos elterjedése gyorsabb szerkesztést, több műsor elkészítését tette lehetővé. Ezen kívül hosszú évekre biztosíthatták a felvételek tárolását és fokozhatták – minőségi romlás nélkül – az ismétlések számát.
1952–1953-tól kezdtek a Magyar Rádióban ún. eseményjátékokat vagy dokumentumdrámákat is közvetíteni, melyekkel a múlt vagy a jelen egy-egy mozzanatát dramatizált formában idézték fel. 1954-től a Magyar játékszín című sorozatban ismét a színpadi irodalom remekeit, kb. félszáz klasszikus, illetve modern  drámát, gyakran játszott és kevésbé ismert műveket is kívántak a rádió munkatársai megismertetni a hallgatókkal, havonként jelentkező adásokban. Ezeket az eredeti terjedelmükben adták elő, színházi közvetítésszerűen. Az előadások előtt rövid bevezetők ismertették a kort, az író munkásságát, a társadalom akkori helyzetét. Az előkészítést, a művek válogatását négytagú szerkesztőbizottság végezte: Háy Gyula és Hegedüs Géza írók, Lányi Andor rendező és Bozó László dramaturg, akik a méltó előadásért is feleltek. Az általuk ekkor kiválogatott művek később a Magyar Rádió „aranytartalékát” képezték – a felvételeket tilos volt törölni, minőségüket időnként átjátszásokkal őrizték meg.
Az Ifjúsági osztály 1950. január 1-jén létesült. Rovatai e korszakban korosztályonként tagozódtak: 10–14, illetve a 14–18 évesek műsorai, időnként egy-egy sorozattal pedig megcélozták a 18 éven felülieket is. Az óvodások és kisiskolások számára készültek a Rádió Gyermekszínház programjai. Ide sorolták a mesejátékokat, meseoperákat, illetve a főként 1954-től eredeti műveket is rádióra írt vagy adaptált műveket.
1976-tól Bozó László javaslatára a Dramaturgia felvette a Rádiószínház nevet, majd 1982-ben leszakadt az Irodalmi főosztályról és önálló szerkesztőséget hozott létre.
Az önálló szerkesztőség vezetői:
- Lékay Ottó 1971–1985
- Maráz László 1985–1987
- Sumonyi Papp Zoltán 1987–2002
- Solténszky Tibor 2003–2011

2011. június 30-án a Magyar Rádió szakszerkesztősége megszűnt.

### A műsor
A Rádiószínház a Magyar Rádió olyan műsora belső és külső műhelyeiből a többrészes, általában folytatásos prózai dramatizált, magyar és külföldi, kortárs és klasszikus művek készülnek és kerülnek adásba, illetve bemutatók, egyrészes színmű-adaptációk, eredeti rádiójátékok hangzanak el. Kereteiben évente átlagosan 60-70 új produkció készül.
A speciális réteg érdeklődésre számot tartó, kísérleti, alternatív és felnőtt produkciók az Éjszakai Rádiószínházban hallhatók. A Családi sávban folytatásos családi, gyerek és ifjúsági sorozatok, mesezene, a meseirodalom teljes spektrumának bemutatása magyar, határon túli mesék, népmesék, klasszikus és kortárs irodalmi mesék és tematikus kis sorozatok kerülnek adásba, mint például az Időfutár ifjúsági fantasy sorozat.